# Trioxid de crom
Trioxidul de crom este un compus anorganic cu formula chimică CrO3.  Este anhidrida acidă a acidului cromic, fiind câteodată vândut sub această denumire.  Anual se produc milioane de kilograme din acest compus, adesea pentru a fi utilizat în electroplacare. 

## Obținere
Trioxidul de crom este obținut prin tratarea cromatului de sodiu sau dircomatului de sodiu cu acid sulfuric: 
H2SO4 + Na2Cr2O7  →  2CrO3  +  Na2SO4  +  H2O
Aproximativ 100 milioane de kg din acest compus se produc anual, prin intermediul acestei metode sau a altora similare. 

## Proprietăți
Acest compus este un solid de culoare violet-închis în condiții anhidre, dar portocaliu în soluție. 

## Siguranță

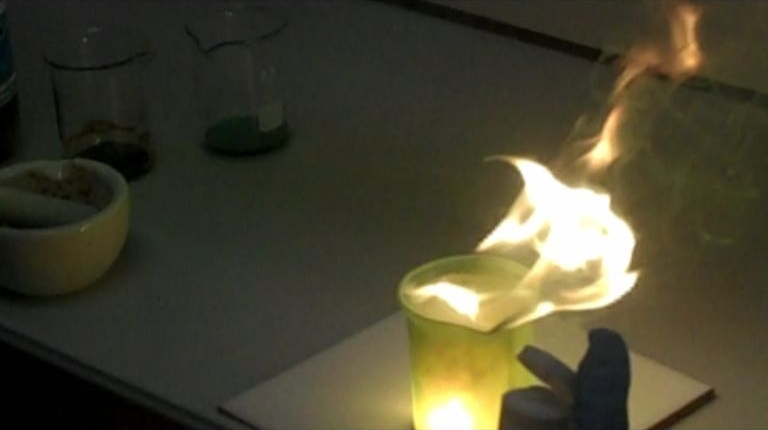
Trioxid de crom aprinzând etanolul.

Trioxidul de crom este foarte toxic, coroziv și cancerigen.  Cromul din acest compus, care are valența VI, este periculos pentru mediu, spre deosebire de ceilalți compuși care conțin crom (III) și nu sunt particular periculoși.
Fiind un puternic agent oxidant, trioxidul de crom poate face unele materiale organice să ardă (cum ar fi etanolul).